# Paris-Nice 2023
Le Paris-Nice 2023 est la 81e édition de cette course cycliste sur route masculine. La compétition a lieu du 5 mars au 12 mars 2023 en France. La course fait partie de l'UCI World Tour 2023, le calendrier le plus important du cyclisme sur route. 

## Présentation

### Parcours
Après un classique départ des Yvelines avec 2 étapes promises aux sprinteurs, le parcours Paris-Nice 2023 diffère des éditions précédentes, avec un chrono par équipes placé en début d'épreuve, le 3eme jour (la formule sera ensuite reprise en 2024).
Les étapes suivantes sont plus accidentées, avant les traditionnels 2 derniers jours, bien plus montagneux, dans l'arrière pays niçois. Les favoris s'expliqueront ainsi sur les pentes du col de la Couillole à la veille de l'arrivée à Nice.

### Équipes
| WorldTeams (18)- AG2R Citroën Team - Alpecin-Deceuninck - Astana Qazaqstan Team - Bora-Hansgrohe - EF Education-EasyPost - Groupama-FDJ - Ineos Grenadiers - Intermarché-Circus-Wanty - Jumbo-Visma - Movistar Team - Soudal Quick-Step - Arkéa-Samsic - Bahrain Victorious - Cofidis - Team DSM - Team Jayco AlUla - Trek-Segafredo - UAE Team Emirates ProTeams (4)- Lotto Dstny - TotalEnergies - Israel-Premier Tech - Uno-X Pro Cycling Team |
| |

### Favoris et principaux participants
Le vainqueur et le deuxième de la dernière Grande Boucle Jonas Vingegaard (Jumbo-Visma) et Tadej Pogačar (UAE Emirates) sont les deux grandissimes favoris de la Course au soleil à laquelle ils participent pour la première fois. Le Danois vient de remporter les trois étapes du Gran Camiño alors que le Slovène a dominé quelques jours plus tôt le Tour d’Andalousie en y gagnant trois des cinq étapes. Derrière ce tandem, les Français David Gaudu (Groupama-FDJ) et Romain Bardet (Team DSM), le Britannique Simon Yates (Team Jayco AlUla), l'Américain Matteo Jorgenson (Movistar) et le Colombien Daniel Martínez (Ineos Grenadiers) peuvent viser le podium.
Parmi les sprinteurs, les Belges Arnaud De Lie (Lotto Dstny) et Tim Merlier (Soudal Quick-Step), l'Irlandais Sam Bennett (Bora-Hansgrohe), le Néerlandais Olav Kooij (Jumbo-Visma), les Français Christophe Laporte (Jumbo-Visma), Arnaud Démare (Groupama-FDJ) et Bryan Coquard (Cofidis), le Danois Mads Pedersen (Trek-Segafredo), l'Italien Jonathan Milan (Bahrain – Victorious), le Norvégien Alexander Kristoff (Uno X) et l'Australien Kaden Groves (Alpecin-Deceuninck) ont une chance de lever les bras lors des arrivées des première, deuxième et cinquième étapes.

### Primes
La course attribue les prix suivants. Tous les montants sont exprimés en euros (€).
| Position                     | Position                    | 1er   | 2e    | 3e    | 4e    | 5e    | 6e    | 7e    | 8e    | 9e    | 10e-20e | Total   | Total   |
| Classement général           | Classement général          | 16000 | 8000  | 4000  | 2000  | 1600  | 1200  | 1200  | 800   | 800   | 400     | 40 000  | 40 000  |
| Par étape                    | Par étape                   | 4000  | 2000  | 1000  | 500   | 400   | 300   | 300   | 200   | 200   | 100     | 10 000  | 10 000  |
| Classement par points        | Sprints intermédiaires (14) | 100   | 75    | 25    |       |       |       |       |       |       |         | 2800    | 7000    |
| Classement par points        | Classement final            | 2000  | 1000  | 800   | 400   |       |       |       |       |       |         | 4200    | 7000    |
| Classement de la montagne    | Cols et côtes (27)          | 100   | 75    | 25    |       |       |       |       |       |       |         | 5400    | 9600    |
| Classement de la montagne    | Classement final            | 2000  | 1000  | 800   | 400   |       |       |       |       |       |         | 4200    | 9600    |
| Classement du meilleur jeune | Etapes                      | 150   |       |       |       |       |       |       |       |       |         | 1200    | 2000    |
| Classement du meilleur jeune | Classement final            | 800   |       |       |       |       |       |       |       |       |         | 800     | 2000    |
| Classement par équipes       | Etapes                      | 300   |       |       |       |       |       |       |       |       |         | 2400    | 3600    |
| Classement par équipes       | Classement final            | 1200  |       |       |       |       |       |       |       |       |         | 1200    | 3600    |
| Prix de la combativité (7)   | Prix de la combativité (7)  | 300   |       |       |       |       |       |       |       |       |         | 2100    | 2100    |
| Total                        | Total                       | Total | Total | Total | Total | Total | Total | Total | Total | Total | Total   | 144 300 | 144 300 |

## Étapes
| Étape     | Date    | Villes étapes                                          | type                         | Distance (km) | Dénivelé (m) | Vainqueur d'étape     | Leader du classement général |
| --------- | ------- | ------------------------------------------------------ | ---------------------------- | ------------- | ------------ | --------------------- | ---------------------------- |
| 1re étape | 5 mars  | La Verrière – La Verrière                              | étape vallonnée              | 169,4         | 1 405 m      | Tim Merlier           | Tim Merlier                  |
| 2e étape  | 6 mars  | Bazainville – Fontainebleau                            | étape de plaine              | 163,7         | 815 m        | Mads Pedersen         | Mads Pedersen                |
| 3e étape  | 7 mars  | Dampierre-en-Burly – Dampierre-en-Burly                | contre-la-montre par équipes | 32,2          | 146 m        | Jumbo-Visma           | Magnus Cort Nielsen          |
| 4e étape  | 8 mars  | Saint-Amand-Montrond – La Loge des Gardes              | étape de moyenne montagne    | 164,7         | 2 470 m      | Tadej Pogačar         | Tadej Pogačar                |
| 5e étape  | 9 mars  | Saint-Symphorien-sur-Coise – Saint-Paul-Trois-Châteaux | étape vallonnée              | 212,4         | 1 958 m      | Olav Kooij            | Tadej Pogačar                |
| 6e étape  | 10 mars | Tourves – La Colle-sur-Loup                            | étape vallonnée              | 197,4         | 1 216 m      | annulation de l'étape | Tadej Pogačar                |
| 7e étape  | 11 mars | Nice – col de la Couillole                             | étape de montagne            | 142,9         | 3 554 m      | Tadej Pogačar         | Tadej Pogačar                |
| 8e étape  | 12 mars | Nice – Nice                                            | étape de montagne            | 118,4         | 2 465 m      | Tadej Pogačar         | Tadej Pogačar                |

## Déroulement de la course

### 1reétape
Le Français Paul Ourselin (TotalEnergies) et le Danois Jonas Gregaard Wilsly (Uno X) sont les premiers échappés de ce Paris-Nice. Après avoir compté plus de quatre minutes d'avance sur le peloton, le duo est repris à une trentaine de kilomètres du terme. Dans les derniers kilomètres, Neilson Powless s'isole un temps à l'avant de la course puis Tadej Pogačar accélère à la faveur d'une courte côte où il engrange six secondes de bonification. Après une dernière tentative de Pierre Latour (TotalEnergies), le peloton se présente compact à l'arrivée où un sprint royal est lancé. Le champion de Belgique Tim Merlier (Soudal Quick-Step) s'impose d'une longueur.
| \| Classement de l'étape \| Classement de l'étape \| Classement de l'étape \| Classement de l'étape \| Classement de l'étape \| \| Coureur \| Coureur \| Pays \| Équipe \| Temps \| \| --------------------- \| --------------------- \| --------------------- \| --------------------- \| --------------------- \| \| 1er \| Tim Merlier \| Belgique \| Soudal Quick-Step \| 3 h 50 min 52 s \| \| 2e \| Sam Bennett \| Irlande \| Bora-Hansgrohe \| + 0 s \| \| 3e \| Mads Pedersen \| Danemark \| Trek-Segafredo \| + 0 s \| \| 4e \| Olav Kooij \| Pays-Bas \| Jumbo-Visma \| + 0 s \| \| 5e \| Arnaud De Lie \| Belgique \| Lotto Dstny \| + 0 s \| \| 6e \| Michael Matthews \| Australie \| Team Jayco AlUla \| + 0 s \| \| 7e \| Bryan Coquard \| France \| Cofidis \| + 0 s \| \| 8e \| Iván García Cortina \| Espagne \| Movistar Team \| + 0 s \| \| 9e \| Kaden Groves \| Australie \| Alpecin-Deceuninck \| + 0 s \| \| 10e \| Arnaud Démare \| France \| Groupama-FDJ \| + 0 s \| |                     |           |                    |                 |
| |                     |           |                    |                 |
| Source : ProCyclingStats |                     |           |                    |                 |
| Classement de l'étape |                     |           |                    |                 |
| Coureur | Coureur             | Pays      | Équipe             | Temps           |
| 1er | Tim Merlier         | Belgique  | Soudal Quick-Step  | 3 h 50 min 52 s |
| 2e | Sam Bennett         | Irlande   | Bora-Hansgrohe     | + 0 s           |
| 3e | Mads Pedersen       | Danemark  | Trek-Segafredo     | + 0 s           |
| 4e | Olav Kooij          | Pays-Bas  | Jumbo-Visma        | + 0 s           |
| 5e | Arnaud De Lie       | Belgique  | Lotto Dstny        | + 0 s           |
| 6e | Michael Matthews    | Australie | Team Jayco AlUla   | + 0 s           |
| 7e | Bryan Coquard       | France    | Cofidis            | + 0 s           |
| 8e | Iván García Cortina | Espagne   | Movistar Team      | + 0 s           |
| 9e | Kaden Groves        | Australie | Alpecin-Deceuninck | + 0 s           |
| 10e | Arnaud Démare       | France    | Groupama-FDJ       | + 0 s           |

| \| Classement général \| Classement général \| Classement général \| Classement général \| Classement général \| \| Coureur \| Coureur \| Pays \| Équipe \| Temps \| \| ------------------ \| ------------------ \| ------------------ \| ------------------ \| ------------------ \| \| 1er \| Tim Merlier \| Belgique \| Soudal Quick-Step \| 3 h 50 min 52 s \| \| 2e \| Sam Bennett \| Irlande \| Bora-Hansgrohe \| + 4 s \| \| 3e \| Tadej Pogačar \| Slovénie \| UAE Team Emirates \| + 4 s \| \| 4e \| Mads Pedersen \| Danemark \| Trek-Segafredo \| + 6 s \| \| 5e \| Pierre Latour \| France \| TotalEnergies \| + 6 s \| \| 6e \| Dorian Godon \| France \| AG2R Citroën Team \| + 8 s \| \| 7e \| Olav Kooij \| Pays-Bas \| Jumbo-Visma \| + 10 s \| \| 8e \| Arnaud De Lie \| Belgique \| Lotto Dstny \| + 10 s \| \| 9e \| Michael Matthews \| Australie \| Team Jayco AlUla \| + 10 s \| \| 10e \| Bryan Coquard \| France \| Cofidis \| + 10 s \| |                  |           |                   |                 |
| |                  |           |                   |                 |
| Source : ProCyclingStats |                  |           |                   |                 |
| Classement général |                  |           |                   |                 |
| Coureur | Coureur          | Pays      | Équipe            | Temps           |
| 1er | Tim Merlier      | Belgique  | Soudal Quick-Step | 3 h 50 min 52 s |
| 2e | Sam Bennett      | Irlande   | Bora-Hansgrohe    | + 4 s           |
| 3e | Tadej Pogačar    | Slovénie  | UAE Team Emirates | + 4 s           |
| 4e | Mads Pedersen    | Danemark  | Trek-Segafredo    | + 6 s           |
| 5e | Pierre Latour    | France    | TotalEnergies     | + 6 s           |
| 6e | Dorian Godon     | France    | AG2R Citroën Team | + 8 s           |
| 7e | Olav Kooij       | Pays-Bas  | Jumbo-Visma       | + 10 s          |
| 8e | Arnaud De Lie    | Belgique  | Lotto Dstny       | + 10 s          |
| 9e | Michael Matthews | Australie | Team Jayco AlUla  | + 10 s          |
| 10e | Bryan Coquard    | France    | Cofidis           | + 10 s          |

### 2eétape
Déjà membre de l'échappée de la veille, le Danois Jonas Gregaard Wilsly (Uno X) fait la première partie de l'étape seul en tête avant d'être repris par le peloton à 54 kilomètres de l'arrivée. Lors du sprint intermédiaire situé à 13 km du terme, Tadej Pogačar passe en tête et obtient 6 secondes de bonification. Juste avant le passage sous la flamme rouge, une chute intervient dans les premières lignes du peloton et perturbe ainsi la préparation du sprint pour plusieurs coureurs. Le Danois Mads Pedersen (Trek Segafredo) franchit la ligne d'arrivée en vainqueur, devançant le jeune Néerlandais Olav Kooij (Jumbo-Visma) d'un quart de roue. Pedersen s'empare du maillot jaune.
| \| Classement de l'étape \| Classement de l'étape \| Classement de l'étape \| Classement de l'étape \| Classement de l'étape \| \| Coureur \| Coureur \| Pays \| Équipe \| Temps \| \| --------------------- \| --------------------- \| --------------------- \| --------------------- \| --------------------- \| \| 1er \| Mads Pedersen \| Danemark \| Trek-Segafredo \| 3 h 28 min 57 s \| \| 2e \| Olav Kooij \| Pays-Bas \| Jumbo-Visma \| + 0 s \| \| 3e \| Magnus Cort Nielsen \| Danemark \| EF Education-EasyPost \| + 0 s \| \| 4e \| Daniel McLay \| Royaume-Uni \| Arkéa-Samsic \| + 0 s \| \| 5e \| Lionel Taminiaux \| Belgique \| Alpecin-Deceuninck \| + 0 s \| \| 6e \| Michael Matthews \| Australie \| Team Jayco AlUla \| + 0 s \| \| 7e \| Marijn van den Berg \| Pays-Bas \| EF Education-EasyPost \| + 0 s \| \| 8e \| Cees Bol \| Pays-Bas \| Astana Qazaqstan Team \| + 0 s \| \| 9e \| Alexis Renard \| France \| Cofidis \| + 0 s \| \| 10e \| Arnaud Démare \| France \| Groupama-FDJ \| + 0 s \| |                     |             |                       |                 |
| |                     |             |                       |                 |
| Source : ProCyclingStats |                     |             |                       |                 |
| Classement de l'étape |                     |             |                       |                 |
| Coureur | Coureur             | Pays        | Équipe                | Temps           |
| 1er | Mads Pedersen       | Danemark    | Trek-Segafredo        | 3 h 28 min 57 s |
| 2e | Olav Kooij          | Pays-Bas    | Jumbo-Visma           | + 0 s           |
| 3e | Magnus Cort Nielsen | Danemark    | EF Education-EasyPost | + 0 s           |
| 4e | Daniel McLay        | Royaume-Uni | Arkéa-Samsic          | + 0 s           |
| 5e | Lionel Taminiaux    | Belgique    | Alpecin-Deceuninck    | + 0 s           |
| 6e | Michael Matthews    | Australie   | Team Jayco AlUla      | + 0 s           |
| 7e | Marijn van den Berg | Pays-Bas    | EF Education-EasyPost | + 0 s           |
| 8e | Cees Bol            | Pays-Bas    | Astana Qazaqstan Team | + 0 s           |
| 9e | Alexis Renard       | France      | Cofidis               | + 0 s           |
| 10e | Arnaud Démare       | France      | Groupama-FDJ          | + 0 s           |

| \| Classement général \| Classement général \| Classement général \| Classement général \| Classement général \| \| Coureur \| Coureur \| Pays \| Équipe \| Temps \| \| ------------------ \| -------------------- \| ------------------ \| --------------------- \| ------------------ \| \| 1er \| Mads Pedersen \| Danemark \| Trek-Segafredo \| 7 h 19 min 35 s \| \| 2e \| Tadej Pogačar \| Slovénie \| UAE Team Emirates \| + 2 s \| \| 3e \| Tim Merlier \| Belgique \| Soudal Quick-Step \| + 4 s \| \| 4e \| Olav Kooij \| Pays-Bas \| Jumbo-Visma \| + 8 s \| \| 5e \| Sam Bennett \| Irlande \| Bora-Hansgrohe \| + 8 s \| \| 6e \| Michael Matthews \| Australie \| Team Jayco AlUla \| + 10 s \| \| 7e \| Magnus Cort Nielsen \| Danemark \| EF Education-EasyPost \| + 10 s \| \| 8e \| Pierre Latour \| France \| TotalEnergies \| + 10 s \| \| 9e \| Dorian Godon \| France \| AG2R Citroën Team \| + 12 s \| \| 10e \| Nathan Van Hooydonck \| Belgique \| Jumbo-Visma \| + 12 s \| |                      |           |                       |                 |
| |                      |           |                       |                 |
| Source : ProCyclingStats |                      |           |                       |                 |
| Classement général |                      |           |                       |                 |
| Coureur | Coureur              | Pays      | Équipe                | Temps           |
| 1er | Mads Pedersen        | Danemark  | Trek-Segafredo        | 7 h 19 min 35 s |
| 2e | Tadej Pogačar        | Slovénie  | UAE Team Emirates     | + 2 s           |
| 3e | Tim Merlier          | Belgique  | Soudal Quick-Step     | + 4 s           |
| 4e | Olav Kooij           | Pays-Bas  | Jumbo-Visma           | + 8 s           |
| 5e | Sam Bennett          | Irlande   | Bora-Hansgrohe        | + 8 s           |
| 6e | Michael Matthews     | Australie | Team Jayco AlUla      | + 10 s          |
| 7e | Magnus Cort Nielsen  | Danemark  | EF Education-EasyPost | + 10 s          |
| 8e | Pierre Latour        | France    | TotalEnergies         | + 10 s          |
| 9e | Dorian Godon         | France    | AG2R Citroën Team     | + 12 s          |
| 10e | Nathan Van Hooydonck | Belgique  | Jumbo-Visma           | + 12 s          |

### 3eétape
La troisième étape se déroule autour de Dampierre-en-Burly (Loiret) sous la forme d'un contre-la-montre par équipe.
| \| Classement de l'étape \| Classement de l'étape \| Classement de l'étape \| Classement de l'étape \| Classement de l'étape \| Classement de l'étape \| \| Équipe \| Équipe \| Pays \| Temps \| Écart de temps \| Vitesse moy. \| \| --------------------- \| --------------------- \| --------------------- \| --------------------- \| --------------------- \| --------------------- \| \| 1re \| Jumbo-Visma \| Pays-Bas \| 33 min 55 s \| \| 56.963 km/h \| \| 2e \| EF Education-EasyPost \| États-Unis \| 33 min 56 s \| + 1 s \| 56.935 km/h \| \| 3e \| Team Jayco AlUla \| Australie \| 33 min 59 s \| + 4 s \| 56.851 km/h \| \| 4e \| Groupama-FDJ \| France \| 34 min 09 s \| + 14 s \| 56.574 km/h \| \| 5e \| UAE Team Emirates \| Émirats arabes unis \| 34 min 18 s \| + 23 s \| 56.327 km/h \| \| 6e \| Bora-Hansgrohe \| Allemagne \| 34 min 20 s \| + 25 s \| 56.272 km/h \| \| 7e \| Soudal Quick-Step \| Belgique \| 34 min 34 s \| + 39 s \| 55.892 km/h \| \| 8e \| Trek-Segafredo \| États-Unis \| 34 min 40 s \| + 45 s \| 55.731 km/h \| \| 9e \| Bahrain Victorious \| Bahreïn \| 34 min 42 s \| + 47 s \| 55.677 km/h \| \| 10e \| Ineos Grenadiers \| Royaume-Uni \| 34 min 43 s \| + 48 s \| 55.651 km/h \| |                       |                     |             |                |              |
| |                       |                     |             |                |              |
| Source : ProCyclingStats |                       |                     |             |                |              |
| Classement de l'étape |                       |                     |             |                |              |
| Équipe | Équipe                | Pays                | Temps       | Écart de temps | Vitesse moy. |
| 1re | Jumbo-Visma           | Pays-Bas            | 33 min 55 s |                | 56.963 km/h  |
| 2e | EF Education-EasyPost | États-Unis          | 33 min 56 s | + 1 s          | 56.935 km/h  |
| 3e | Team Jayco AlUla      | Australie           | 33 min 59 s | + 4 s          | 56.851 km/h  |
| 4e | Groupama-FDJ          | France              | 34 min 09 s | + 14 s         | 56.574 km/h  |
| 5e | UAE Team Emirates     | Émirats arabes unis | 34 min 18 s | + 23 s         | 56.327 km/h  |
| 6e | Bora-Hansgrohe        | Allemagne           | 34 min 20 s | + 25 s         | 56.272 km/h  |
| 7e | Soudal Quick-Step     | Belgique            | 34 min 34 s | + 39 s         | 55.892 km/h  |
| 8e | Trek-Segafredo        | États-Unis          | 34 min 40 s | + 45 s         | 55.731 km/h  |
| 9e | Bahrain Victorious    | Bahreïn             | 34 min 42 s | + 47 s         | 55.677 km/h  |
| 10e | Ineos Grenadiers      | Royaume-Uni         | 34 min 43 s | + 48 s         | 55.651 km/h  |

| \| Classement général \| Classement général \| Classement général \| Classement général \| Classement général \| \| Coureur \| Coureur \| Pays \| Équipe \| Temps \| \| ------------------ \| -------------------- \| ------------------ \| --------------------- \| ------------------ \| \| 1er \| Magnus Cort Nielsen \| Danemark \| EF Education-EasyPost \| \| \| 2e \| Nathan Van Hooydonck \| Belgique \| Jumbo-Visma \| + 1 s \| \| 3e \| Michael Matthews \| Australie \| Team Jayco AlUla \| + 3 s \| \| 4e \| Jan Tratnik \| Slovénie \| Jumbo-Visma \| + 3 s \| \| 5e \| Jonas Vingegaard \| Danemark \| Jumbo-Visma \| + 3 s \| \| 6e \| Simon Yates \| Royaume-Uni \| Team Jayco AlUla \| + 7 s \| \| 7e \| Neilson Powless \| États-Unis \| EF Education-EasyPost \| + 8 s \| \| 8e \| Tobias Foss \| Norvège \| Jumbo-Visma \| + 8 s \| \| 9e \| Kelland O'Brien \| Australie \| Team Jayco AlUla \| + 11 s \| \| 10e \| Tadej Pogačar \| Slovénie \| UAE Team Emirates \| + 14 s \| |                      |             |                       |        |
| |                      |             |                       |        |
| Source : ProCyclingStats |                      |             |                       |        |
| Classement général |                      |             |                       |        |
| Coureur | Coureur              | Pays        | Équipe                | Temps  |
| 1er | Magnus Cort Nielsen  | Danemark    | EF Education-EasyPost |        |
| 2e | Nathan Van Hooydonck | Belgique    | Jumbo-Visma           | + 1 s  |
| 3e | Michael Matthews     | Australie   | Team Jayco AlUla      | + 3 s  |
| 4e | Jan Tratnik          | Slovénie    | Jumbo-Visma           | + 3 s  |
| 5e | Jonas Vingegaard     | Danemark    | Jumbo-Visma           | + 3 s  |
| 6e | Simon Yates          | Royaume-Uni | Team Jayco AlUla      | + 7 s  |
| 7e | Neilson Powless      | États-Unis  | EF Education-EasyPost | + 8 s  |
| 8e | Tobias Foss          | Norvège     | Jumbo-Visma           | + 8 s  |
| 9e | Kelland O'Brien      | Australie   | Team Jayco AlUla      | + 11 s |
| 10e | Tadej Pogačar        | Slovénie    | UAE Team Emirates     | + 14 s |

### 4eétape
Une grande partie de l'étape est menée par une échappée de sept hommes comprenant le porteur du maillot à pois Jonas Gregaard Wilsly qui consolide sa tunique. Le Norvégien Anders Skaarseth est le dernier de ces fuyards à être repris à 15,5 km de l'arrivée. Lors de la montée finale vers La Loge des Gardes, la première attaque est lancée par Jonas Vingegaard à 4,3 km du sommet mais Tadej Pogačar réussit à prendre la roue du Danois. Le duo qui ne roule pas est repris par le groupe de chasse. À 3,6 km du terme, David Gaudu attaque et s'isole en tête. Un kilomètre plus loin, Pogačar contre-attaque et revient rapidement sur le Français. L'écart entre les deux coureurs et leurs poursuivants dont Vingegaard se creuse. Pogačar s'impose devant Gaudu et s'empare du maillot jaune.
| \| Classement de l'étape \| Classement de l'étape \| Classement de l'étape \| Classement de l'étape \| Classement de l'étape \| \| Coureur \| Coureur \| Pays \| Équipe \| Temps \| \| --------------------- \| ---------------------- \| --------------------- \| --------------------- \| --------------------- \| \| 1er \| Tadej Pogačar \| Slovénie \| UAE Team Emirates \| 4 h 01 min 17 s \| \| 2e \| David Gaudu \| France \| Groupama-FDJ \| + 1 s \| \| 3e \| Gino Mäder \| Suisse \| Bahrain Victorious \| + 34 s \| \| 4e \| Aurélien Paret-Peintre \| France \| AG2R Citroën Team \| + 42 s \| \| 5e \| Kévin Vauquelin \| France \| Arkéa-Samsic \| + 43 s \| \| 6e \| Jonas Vingegaard \| Danemark \| Jumbo-Visma \| + 43 s \| \| 7e \| Romain Bardet \| France \| Team DSM \| + 51 s \| \| 8e \| Daniel Martínez \| Colombie \| Ineos Grenadiers \| + 51 s \| \| 9e \| Simon Yates \| Royaume-Uni \| Team Jayco AlUla \| + 51 s \| \| 10e \| Matteo Jorgenson \| États-Unis \| Movistar Team \| + 51 s \| |                        |             |                    |                 |
| |                        |             |                    |                 |
| Source : ProCyclingStats |                        |             |                    |                 |
| Classement de l'étape |                        |             |                    |                 |
| Coureur | Coureur                | Pays        | Équipe             | Temps           |
| 1er | Tadej Pogačar          | Slovénie    | UAE Team Emirates  | 4 h 01 min 17 s |
| 2e | David Gaudu            | France      | Groupama-FDJ       | + 1 s           |
| 3e | Gino Mäder             | Suisse      | Bahrain Victorious | + 34 s          |
| 4e | Aurélien Paret-Peintre | France      | AG2R Citroën Team  | + 42 s          |
| 5e | Kévin Vauquelin        | France      | Arkéa-Samsic       | + 43 s          |
| 6e | Jonas Vingegaard       | Danemark    | Jumbo-Visma        | + 43 s          |
| 7e | Romain Bardet          | France      | Team DSM           | + 51 s          |
| 8e | Daniel Martínez        | Colombie    | Ineos Grenadiers   | + 51 s          |
| 9e | Simon Yates            | Royaume-Uni | Team Jayco AlUla   | + 51 s          |
| 10e | Matteo Jorgenson       | États-Unis  | Movistar Team      | + 51 s          |

| \| Classement général \| Classement général \| Classement général \| Classement général \| Classement général \| \| Coureur \| Coureur \| Pays \| Équipe \| Temps \| \| ------------------ \| ------------------ \| ------------------ \| --------------------- \| ------------------ \| \| 1er \| Tadej Pogačar \| Slovénie \| UAE Team Emirates \| 11 h 55 min 00 s \| \| 2e \| David Gaudu \| France \| Groupama-FDJ \| + 10 s \| \| 3e \| Jonas Vingegaard \| Danemark \| Jumbo-Visma \| + 44 s \| \| 4e \| Simon Yates \| Royaume-Uni \| Team Jayco AlUla \| + 56 s \| \| 5e \| Gino Mäder \| Suisse \| Bahrain Victorious \| + 1 min 19 s \| \| 6e \| Romain Bardet \| France \| Team DSM \| + 1 min 40 s \| \| 7e \| Daniel Martínez \| Colombie \| Ineos Grenadiers \| + 1 min 40 s \| \| 8e \| Matteo Jorgenson \| États-Unis \| Movistar Team \| + 1 min 42 s \| \| 9e \| Neilson Powless \| États-Unis \| EF Education-EasyPost \| + 1 min 44 s \| \| 10e \| Matteo Sobrero \| Italie \| Team Jayco AlUla \| + 1 min 54 s \| |                  |             |                       |                  |
| |                  |             |                       |                  |
| Source : ProCyclingStats |                  |             |                       |                  |
| Classement général |                  |             |                       |                  |
| Coureur | Coureur          | Pays        | Équipe                | Temps            |
| 1er | Tadej Pogačar    | Slovénie    | UAE Team Emirates     | 11 h 55 min 00 s |
| 2e | David Gaudu      | France      | Groupama-FDJ          | + 10 s           |
| 3e | Jonas Vingegaard | Danemark    | Jumbo-Visma           | + 44 s           |
| 4e | Simon Yates      | Royaume-Uni | Team Jayco AlUla      | + 56 s           |
| 5e | Gino Mäder       | Suisse      | Bahrain Victorious    | + 1 min 19 s     |
| 6e | Romain Bardet    | France      | Team DSM              | + 1 min 40 s     |
| 7e | Daniel Martínez  | Colombie    | Ineos Grenadiers      | + 1 min 40 s     |
| 8e | Matteo Jorgenson | États-Unis  | Movistar Team         | + 1 min 42 s     |
| 9e | Neilson Powless  | États-Unis  | EF Education-EasyPost | + 1 min 44 s     |
| 10e | Matteo Sobrero   | Italie      | Team Jayco AlUla      | + 1 min 54 s     |

### 5eétape
Sprint massif remporté par le jeune Néerlandais Olav Kooij.
| \| Classement de l'étape \| Classement de l'étape \| Classement de l'étape \| Classement de l'étape \| Classement de l'étape \| \| Coureur \| Coureur \| Pays \| Équipe \| Temps \| \| --------------------- \| --------------------- \| --------------------- \| ------------------------ \| --------------------- \| \| 1er \| Olav Kooij \| Pays-Bas \| Jumbo-Visma \| 5 h 19 min 54 s \| \| 2e \| Mads Pedersen \| Danemark \| Trek-Segafredo \| + 0 s \| \| 3e \| Tim Merlier \| Belgique \| Soudal Quick-Step \| + 0 s \| \| 4e \| Matteo Trentin \| Italie \| UAE Team Emirates \| + 0 s \| \| 5e \| Max Kanter \| Allemagne \| Movistar Team \| + 0 s \| \| 6e \| Bryan Coquard \| France \| Cofidis \| + 0 s \| \| 7e \| Sam Bennett \| Irlande \| Bora-Hansgrohe \| + 0 s \| \| 8e \| Arne Marit \| Belgique \| Intermarché-Circus-Wanty \| + 0 s \| \| 9e \| Hugo Page \| France \| Intermarché-Circus-Wanty \| + 0 s \| \| 10e \| Cees Bol \| Pays-Bas \| Astana Qazaqstan Team \| + 0 s \| |                |           |                          |                 |
| |                |           |                          |                 |
| Source : ProCyclingStats |                |           |                          |                 |
| Classement de l'étape |                |           |                          |                 |
| Coureur | Coureur        | Pays      | Équipe                   | Temps           |
| 1er | Olav Kooij     | Pays-Bas  | Jumbo-Visma              | 5 h 19 min 54 s |
| 2e | Mads Pedersen  | Danemark  | Trek-Segafredo           | + 0 s           |
| 3e | Tim Merlier    | Belgique  | Soudal Quick-Step        | + 0 s           |
| 4e | Matteo Trentin | Italie    | UAE Team Emirates        | + 0 s           |
| 5e | Max Kanter     | Allemagne | Movistar Team            | + 0 s           |
| 6e | Bryan Coquard  | France    | Cofidis                  | + 0 s           |
| 7e | Sam Bennett    | Irlande   | Bora-Hansgrohe           | + 0 s           |
| 8e | Arne Marit     | Belgique  | Intermarché-Circus-Wanty | + 0 s           |
| 9e | Hugo Page      | France    | Intermarché-Circus-Wanty | + 0 s           |
| 10e | Cees Bol       | Pays-Bas  | Astana Qazaqstan Team    | + 0 s           |

| \| Classement général \| Classement général \| Classement général \| Classement général \| Classement général \| \| Coureur \| Coureur \| Pays \| Équipe \| Temps \| \| ------------------ \| ------------------ \| ------------------ \| --------------------- \| ------------------ \| \| 1er \| Tadej Pogačar \| Slovénie \| UAE Team Emirates \| 17 h 14 min 52 s \| \| 2e \| David Gaudu \| France \| Groupama-FDJ \| + 6 s \| \| 3e \| Jonas Vingegaard \| Danemark \| Jumbo-Visma \| + 46 s \| \| 4e \| Simon Yates \| Royaume-Uni \| Team Jayco AlUla \| + 58 s \| \| 5e \| Gino Mäder \| Suisse \| Bahrain Victorious \| + 1 min 21 s \| \| 6e \| Romain Bardet \| France \| Team DSM \| + 1 min 42 s \| \| 7e \| Daniel Martínez \| Colombie \| Ineos Grenadiers \| + 1 min 42 s \| \| 8e \| Matteo Jorgenson \| États-Unis \| Movistar Team \| + 1 min 44 s \| \| 9e \| Neilson Powless \| États-Unis \| EF Education-EasyPost \| + 1 min 46 s \| \| 10e \| Matteo Sobrero \| Italie \| Team Jayco AlUla \| + 1 min 56 s \| |                  |             |                       |                  |
| |                  |             |                       |                  |
| Source : ProCyclingStats |                  |             |                       |                  |
| Classement général |                  |             |                       |                  |
| Coureur | Coureur          | Pays        | Équipe                | Temps            |
| 1er | Tadej Pogačar    | Slovénie    | UAE Team Emirates     | 17 h 14 min 52 s |
| 2e | David Gaudu      | France      | Groupama-FDJ          | + 6 s            |
| 3e | Jonas Vingegaard | Danemark    | Jumbo-Visma           | + 46 s           |
| 4e | Simon Yates      | Royaume-Uni | Team Jayco AlUla      | + 58 s           |
| 5e | Gino Mäder       | Suisse      | Bahrain Victorious    | + 1 min 21 s     |
| 6e | Romain Bardet    | France      | Team DSM              | + 1 min 42 s     |
| 7e | Daniel Martínez  | Colombie    | Ineos Grenadiers      | + 1 min 42 s     |
| 8e | Matteo Jorgenson | États-Unis  | Movistar Team         | + 1 min 44 s     |
| 9e | Neilson Powless  | États-Unis  | EF Education-EasyPost | + 1 min 46 s     |
| 10e | Matteo Sobrero   | Italie      | Team Jayco AlUla      | + 1 min 56 s     |

### 6eétape
L’étape est annulée à cause du vent violent ayant provoqué des chutes d'arbres.

### 7eétape
Après une tentative avortée de Chris Harper, Tadej Pogačar passe à l'attaque et laisse sur place le groupe des favoris, avant de se voir rejoindre par David Gaudu et Jonas Vingegaard. À 2,5 km de l'arrivée, lors de la montée vers le Col de la Couillole, le Français place alors une double attaque dont la seconde décramponne le dernier vainqueur du Tour de France. Revenu au train avant l'emballage final, le Danois tente de surprendre ses compagnons d'échappée au sprint, mais c'est Pogačar qui s'impose devant Gaudu et Vingegaard, et accroît son avance au général de quelques secondes.
| \| Classement de l'étape \| Classement de l'étape \| Classement de l'étape \| Classement de l'étape \| Classement de l'étape \| \| Coureur \| Coureur \| Pays \| Équipe \| Temps \| \| --------------------- \| --------------------- \| --------------------- \| --------------------- \| --------------------- \| \| 1er \| Tadej Pogačar \| Slovénie \| UAE Team Emirates \| 3 h 56 min 08 s \| \| 2e \| David Gaudu \| France \| Groupama-FDJ \| + 2 s \| \| 3e \| Jonas Vingegaard \| Danemark \| Jumbo-Visma \| + 6 s \| \| 4e \| Simon Yates \| Royaume-Uni \| Team Jayco AlUla \| + 19 s \| \| 5e \| Neilson Powless \| États-Unis \| EF Education-EasyPost \| + 24 s \| \| 6e \| Gino Mäder \| Suisse \| Bahrain Victorious \| + 28 s \| \| 7e \| Romain Bardet \| France \| Team DSM \| + 30 s \| \| 8e \| Pavel Sivakov \| France \| Ineos Grenadiers \| + 38 s \| \| 9e \| Matteo Jorgenson \| États-Unis \| Movistar Team \| + 38 s \| \| 10e \| Pierre Latour \| France \| TotalEnergies \| + 53 s \| |                  |             |                       |                 |
| |                  |             |                       |                 |
| Source : ProCyclingStats |                  |             |                       |                 |
| Classement de l'étape |                  |             |                       |                 |
| Coureur | Coureur          | Pays        | Équipe                | Temps           |
| 1er | Tadej Pogačar    | Slovénie    | UAE Team Emirates     | 3 h 56 min 08 s |
| 2e | David Gaudu      | France      | Groupama-FDJ          | + 2 s           |
| 3e | Jonas Vingegaard | Danemark    | Jumbo-Visma           | + 6 s           |
| 4e | Simon Yates      | Royaume-Uni | Team Jayco AlUla      | + 19 s          |
| 5e | Neilson Powless  | États-Unis  | EF Education-EasyPost | + 24 s          |
| 6e | Gino Mäder       | Suisse      | Bahrain Victorious    | + 28 s          |
| 7e | Romain Bardet    | France      | Team DSM              | + 30 s          |
| 8e | Pavel Sivakov    | France      | Ineos Grenadiers      | + 38 s          |
| 9e | Matteo Jorgenson | États-Unis  | Movistar Team         | + 38 s          |
| 10e | Pierre Latour    | France      | TotalEnergies         | + 53 s          |

| \| Classement général \| Classement général \| Classement général \| Classement général \| Classement général \| \| Coureur \| Coureur \| Pays \| Équipe \| Temps \| \| ------------------ \| ------------------ \| ------------------ \| --------------------- \| ------------------ \| \| 1er \| Tadej Pogačar \| Slovénie \| UAE Team Emirates \| 21 h 10 min 50 s \| \| 2e \| David Gaudu \| France \| Groupama-FDJ \| + 12 s \| \| 3e \| Jonas Vingegaard \| Danemark \| Jumbo-Visma \| + 58 s \| \| 4e \| Simon Yates \| Royaume-Uni \| Team Jayco AlUla \| + 1 min 27 s \| \| 5e \| Gino Mäder \| Suisse \| Bahrain Victorious \| + 1 min 59 s \| \| 6e \| Neilson Powless \| États-Unis \| EF Education-EasyPost \| + 2 min 20 s \| \| 7e \| Romain Bardet \| France \| Team DSM \| + 2 min 22 s \| \| 8e \| Matteo Jorgenson \| États-Unis \| Movistar Team \| + 2 min 32 s \| \| 9e \| Pavel Sivakov \| France \| Ineos Grenadiers \| + 3 min 08 s \| \| 10e \| Pierre Latour \| France \| TotalEnergies \| + 3 min 17 s \| |                  |             |                       |                  |
| |                  |             |                       |                  |
| Source : ProCyclingStats |                  |             |                       |                  |
| Classement général |                  |             |                       |                  |
| Coureur | Coureur          | Pays        | Équipe                | Temps            |
| 1er | Tadej Pogačar    | Slovénie    | UAE Team Emirates     | 21 h 10 min 50 s |
| 2e | David Gaudu      | France      | Groupama-FDJ          | + 12 s           |
| 3e | Jonas Vingegaard | Danemark    | Jumbo-Visma           | + 58 s           |
| 4e | Simon Yates      | Royaume-Uni | Team Jayco AlUla      | + 1 min 27 s     |
| 5e | Gino Mäder       | Suisse      | Bahrain Victorious    | + 1 min 59 s     |
| 6e | Neilson Powless  | États-Unis  | EF Education-EasyPost | + 2 min 20 s     |
| 7e | Romain Bardet    | France      | Team DSM              | + 2 min 22 s     |
| 8e | Matteo Jorgenson | États-Unis  | Movistar Team         | + 2 min 32 s     |
| 9e | Pavel Sivakov    | France      | Ineos Grenadiers      | + 3 min 08 s     |
| 10e | Pierre Latour    | France      | TotalEnergies         | + 3 min 17 s     |

### 8eétape
Au cours de l'étape, certains coureurs tentent de former des échappées, c'est ainsi que deux d'entre eux se retrouvent en tête, Alexander Kristoff et Jonas Gregaard Wilsly, ce dernier étant le porteur du maillot du Meilleur grimpeur. Afin de consolider son avance, le Danois marque des  points, au sommet de la côte de Levens (6,2 km à 4,9%). Il se lance alors dans une aventure solitaire. Dans la descente, il est rejoint par quelques coureurs dont Kévin Vauquelin et David de la Cruz. Malgré un faible écart avec le peloton Gregaard Wilsly passe en tête au sommet de la côte de Châteauneuf (5,4 km à 4,6%) et de celui de Berre-les-Alpes (6,3 km à 6%). Le peloton revient ensuite sur les échappés. À la faveur d'un temps mort, un groupe de cinq coureurs se forme qui est rejoint par un sixième Wout Poels. Ce dernier s'isole dans la côte de Peille (6,5 km à 7%) et prend une minute d'avance au sommet. Le Néerlandais se fait ensuite reprendre à 26 km du terme. Dans la montée du col d'Eze (6 km à 7,6%), Simon Yates, place une première attaque, Tadej Pogačar contre à 18 km de l'arrivée, il laisse sur place ses adversaires et s'envole en tête de la course. Le Slovène se présente seul à l'entrée de la promenade des Anglais, il passe la ligne d'arrivée avec 33 secondes d'avance sur Jonas Vingegaard et David Gaudu. Il s'offre ainsi une troisième victoire d'étape et remporte l'épreuve.
| \| Classement de l'étape \| Classement de l'étape \| Classement de l'étape \| Classement de l'étape \| Classement de l'étape \| \| Coureur \| Coureur \| Pays \| Équipe \| Temps \| \| --------------------- \| --------------------- \| --------------------- \| --------------------- \| --------------------- \| \| 1er \| Tadej Pogačar \| Slovénie \| UAE Team Emirates \| 2 h 51 min 02 s \| \| 2e \| Jonas Vingegaard \| Danemark \| Jumbo-Visma \| + 33 s \| \| 3e \| David Gaudu \| France \| Groupama-FDJ \| + 33 s \| \| 4e \| Simon Yates \| Royaume-Uni \| Team Jayco AlUla \| + 33 s \| \| 5e \| Matteo Jorgenson \| États-Unis \| Movistar Team \| + 33 s \| \| 6e \| Neilson Powless \| États-Unis \| EF Education-EasyPost \| + 43 s \| \| 7e \| Pavel Sivakov \| France \| Ineos Grenadiers \| + 43 s \| \| 8e \| Romain Bardet \| France \| Team DSM \| + 43 s \| \| 9e \| Jack Haig \| Australie \| Bahrain Victorious \| + 43 s \| \| 10e \| Gino Mäder \| Suisse \| Bahrain Victorious \| + 43 s \| |                  |             |                       |                 |
| |                  |             |                       |                 |
| Source : ProCyclingStats |                  |             |                       |                 |
| Classement de l'étape |                  |             |                       |                 |
| Coureur | Coureur          | Pays        | Équipe                | Temps           |
| 1er | Tadej Pogačar    | Slovénie    | UAE Team Emirates     | 2 h 51 min 02 s |
| 2e | Jonas Vingegaard | Danemark    | Jumbo-Visma           | + 33 s          |
| 3e | David Gaudu      | France      | Groupama-FDJ          | + 33 s          |
| 4e | Simon Yates      | Royaume-Uni | Team Jayco AlUla      | + 33 s          |
| 5e | Matteo Jorgenson | États-Unis  | Movistar Team         | + 33 s          |
| 6e | Neilson Powless  | États-Unis  | EF Education-EasyPost | + 43 s          |
| 7e | Pavel Sivakov    | France      | Ineos Grenadiers      | + 43 s          |
| 8e | Romain Bardet    | France      | Team DSM              | + 43 s          |
| 9e | Jack Haig        | Australie   | Bahrain Victorious    | + 43 s          |
| 10e | Gino Mäder       | Suisse      | Bahrain Victorious    | + 43 s          |

## Classements finals

### Classement général
| \| Classement général \| Classement général \| Classement général \| Classement général \| Classement général \| \| Coureur \| Coureur \| Pays \| Équipe \| Temps \| \| ------------------ \| ------------------ \| ------------------ \| --------------------- \| ------------------ \| \| 1er \| Tadej Pogačar \| Slovénie \| UAE Team Emirates \| 24 h 01 min 38 s \| \| 2e \| David Gaudu \| France \| Groupama-FDJ \| + 53 s \| \| 3e \| Jonas Vingegaard \| Danemark \| Jumbo-Visma \| + 1 min 39 s \| \| 4e \| Simon Yates \| Royaume-Uni \| Team Jayco AlUla \| + 2 min 14 s \| \| 5e \| Gino Mäder \| Suisse \| Bahrain Victorious \| + 2 min 56 s \| \| 6e \| Neilson Powless \| États-Unis \| EF Education-EasyPost \| + 3 min 17 s \| \| 7e \| Romain Bardet \| France \| Team DSM \| + 3 min 19 s \| \| 8e \| Matteo Jorgenson \| États-Unis \| Movistar Team \| + 3 min 19 s \| \| 9e \| Pavel Sivakov \| France \| Ineos Grenadiers \| + 4 min 05 s \| \| 10e \| Jack Haig \| Australie \| Bahrain Victorious \| + 4 min 56 s \| |                  |             |                       |                  |
| |                  |             |                       |                  |
| Source : ProCyclingStats |                  |             |                       |                  |
| Classement général |                  |             |                       |                  |
| Coureur | Coureur          | Pays        | Équipe                | Temps            |
| 1er | Tadej Pogačar    | Slovénie    | UAE Team Emirates     | 24 h 01 min 38 s |
| 2e | David Gaudu      | France      | Groupama-FDJ          | + 53 s           |
| 3e | Jonas Vingegaard | Danemark    | Jumbo-Visma           | + 1 min 39 s     |
| 4e | Simon Yates      | Royaume-Uni | Team Jayco AlUla      | + 2 min 14 s     |
| 5e | Gino Mäder       | Suisse      | Bahrain Victorious    | + 2 min 56 s     |
| 6e | Neilson Powless  | États-Unis  | EF Education-EasyPost | + 3 min 17 s     |
| 7e | Romain Bardet    | France      | Team DSM              | + 3 min 19 s     |
| 8e | Matteo Jorgenson | États-Unis  | Movistar Team         | + 3 min 19 s     |
| 9e | Pavel Sivakov    | France      | Ineos Grenadiers      | + 4 min 05 s     |
| 10e | Jack Haig        | Australie   | Bahrain Victorious    | + 4 min 56 s     |

| Classement par points | Classement par points | Classement par points | Classement par points | Classement par points |
| Coureur               | Coureur               | Pays                  | Équipe                | Points                |
| --------------------- | --------------------- | --------------------- | --------------------- | --------------------- |
| 1er                   | Tadej Pogačar         | Slovénie              | UAE Team Emirates     | 65 pts                |
| 2e                    | David Gaudu           | France                | Groupama-FDJ          | 41 pts                |
| 3e                    | Olav Kooij            | Pays-Bas              | Jumbo-Visma           | 34 pts                |
| 4e                    | Jonas Vingegaard      | Danemark              | Jumbo-Visma           | 26 pts                |
| 5e                    | Simon Yates           | Royaume-Uni           | Team Jayco AlUla      | 16 pts                |
| 6e                    | Gino Mäder            | Suisse                | Bahrain Victorious    | 15 pts                |
| 7e                    | Neilson Powless       | États-Unis            | EF Education-EasyPost | 11 pts                |
| 8e                    | Romain Bardet         | France                | Team DSM              | 11 pts                |
| 9e                    | Matteo Jorgenson      | États-Unis            | Movistar Team         | 9 pts                 |
| 10e                   | Magnus Cort Nielsen   | Danemark              | EF Education-EasyPost | 9 pts                 |

| Classement par points | Classement par points | Classement par points | Classement par points | Classement par points |
| Coureur               | Coureur               | Pays                  | Équipe                | Points                |
| --------------------- | --------------------- | --------------------- | --------------------- | --------------------- |
| 1er                   | Tadej Pogačar         | Slovénie              | UAE Team Emirates     | 65 pts                |
| 2e                    | David Gaudu           | France                | Groupama-FDJ          | 41 pts                |
| 3e                    | Olav Kooij            | Pays-Bas              | Jumbo-Visma           | 34 pts                |
| 4e                    | Jonas Vingegaard      | Danemark              | Jumbo-Visma           | 26 pts                |
| 5e                    | Simon Yates           | Royaume-Uni           | Team Jayco AlUla      | 16 pts                |
| 6e                    | Gino Mäder            | Suisse                | Bahrain Victorious    | 15 pts                |
| 7e                    | Neilson Powless       | États-Unis            | EF Education-EasyPost | 11 pts                |
| 8e                    | Romain Bardet         | France                | Team DSM              | 11 pts                |
| 9e                    | Matteo Jorgenson      | États-Unis            | Movistar Team         | 9 pts                 |
| 10e                   | Magnus Cort Nielsen   | Danemark              | EF Education-EasyPost | 9 pts                 |

| Classement de la montagne | Classement de la montagne | Classement de la montagne | Classement de la montagne | Classement de la montagne |
| Coureur                   | Coureur                   | Pays                      | Équipe                    | Points                    |
| ------------------------- | ------------------------- | ------------------------- | ------------------------- | ------------------------- |
| 1er                       | Jonas Gregaard Wilsly     | Danemark                  | Uno-X Pro Cycling Team    | 45 pts                    |
| 2e                        | Tadej Pogačar             | Slovénie                  | UAE Team Emirates         | 32 pts                    |
| 3e                        | David Gaudu               | France                    | Groupama-FDJ              | 15 pts                    |
| 4e                        | Pascal Eenkhoorn          | Pays-Bas                  | Lotto Dstny               | 11 pts                    |
| 5e                        | Wout Poels                | Pays-Bas                  | Bahrain Victorious        | 10 pts                    |
| 6e                        | David de la Cruz          | Espagne                   | Astana Qazaqstan Team     | 9 pts                     |
| 7e                        | Sandy Dujardin            | France                    | TotalEnergies             | 8 pts                     |
| 8e                        | Jonas Vingegaard          | Danemark                  | Jumbo-Visma               | 5 pts                     |
| 9e                        | Oliver Naesen             | Belgique                  | AG2R Citroën Team         | 5 pts                     |
| 10e                       | Anders Skaarseth          | Norvège                   | Uno-X Pro Cycling Team    | 5 pts                     |

| Classement de la montagne | Classement de la montagne | Classement de la montagne | Classement de la montagne | Classement de la montagne |
| Coureur                   | Coureur                   | Pays                      | Équipe                    | Points                    |
| ------------------------- | ------------------------- | ------------------------- | ------------------------- | ------------------------- |
| 1er                       | Jonas Gregaard Wilsly     | Danemark                  | Uno-X Pro Cycling Team    | 45 pts                    |
| 2e                        | Tadej Pogačar             | Slovénie                  | UAE Team Emirates         | 32 pts                    |
| 3e                        | David Gaudu               | France                    | Groupama-FDJ              | 15 pts                    |
| 4e                        | Pascal Eenkhoorn          | Pays-Bas                  | Lotto Dstny               | 11 pts                    |
| 5e                        | Wout Poels                | Pays-Bas                  | Bahrain Victorious        | 10 pts                    |
| 6e                        | David de la Cruz          | Espagne                   | Astana Qazaqstan Team     | 9 pts                     |
| 7e                        | Sandy Dujardin            | France                    | TotalEnergies             | 8 pts                     |
| 8e                        | Jonas Vingegaard          | Danemark                  | Jumbo-Visma               | 5 pts                     |
| 9e                        | Oliver Naesen             | Belgique                  | AG2R Citroën Team         | 5 pts                     |
| 10e                       | Anders Skaarseth          | Norvège                   | Uno-X Pro Cycling Team    | 5 pts                     |

| Classement du meilleur jeune | Classement du meilleur jeune | Classement du meilleur jeune | Classement du meilleur jeune | Classement du meilleur jeune |
| Coureur                      | Coureur                      | Pays                         | Équipe                       | Temps                        |
| ---------------------------- | ---------------------------- | ---------------------------- | ---------------------------- | ---------------------------- |
| 1er                          | Tadej Pogačar                | Slovénie                     | UAE Team Emirates            | 24 h 01 min 38 s             |
| 2e                           | Matteo Jorgenson             | États-Unis                   | Movistar Team                | + 3 min 19 s                 |
| 3e                           | Kévin Vauquelin              | France                       | Arkéa-Samsic                 | + 14 min 52 s                |
| 4e                           | Michel Ries                  | Luxembourg                   | Arkéa-Samsic                 | + 35 min 50 s                |
| 5e                           | Anthon Charmig               | Danemark                     | Uno-X Pro Cycling Team       | + 41 min 20 s                |
| 6e                           | Kevin Vermaerke              | États-Unis                   | Team DSM                     | + 43 min 04 s                |
| 7e                           | Clément Champoussin          | France                       | Arkéa-Samsic                 | + 43 min 16 s                |
| 8e                           | Matîs Louvel                 | France                       | Arkéa-Samsic                 | + 51 min 26 s                |
| 9e                           | Matthew Dinham               | Australie                    | Team DSM                     | + 51 min 48 s                |
| 10e                          | Brent Van Moer               | Belgique                     | Lotto Dstny                  | + 51 min 48 s                |

| Classement du meilleur jeune | Classement du meilleur jeune | Classement du meilleur jeune | Classement du meilleur jeune | Classement du meilleur jeune |
| Coureur                      | Coureur                      | Pays                         | Équipe                       | Temps                        |
| ---------------------------- | ---------------------------- | ---------------------------- | ---------------------------- | ---------------------------- |
| 1er                          | Tadej Pogačar                | Slovénie                     | UAE Team Emirates            | 24 h 01 min 38 s             |
| 2e                           | Matteo Jorgenson             | États-Unis                   | Movistar Team                | + 3 min 19 s                 |
| 3e                           | Kévin Vauquelin              | France                       | Arkéa-Samsic                 | + 14 min 52 s                |
| 4e                           | Michel Ries                  | Luxembourg                   | Arkéa-Samsic                 | + 35 min 50 s                |
| 5e                           | Anthon Charmig               | Danemark                     | Uno-X Pro Cycling Team       | + 41 min 20 s                |
| 6e                           | Kevin Vermaerke              | États-Unis                   | Team DSM                     | + 43 min 04 s                |
| 7e                           | Clément Champoussin          | France                       | Arkéa-Samsic                 | + 43 min 16 s                |
| 8e                           | Matîs Louvel                 | France                       | Arkéa-Samsic                 | + 51 min 26 s                |
| 9e                           | Matthew Dinham               | Australie                    | Team DSM                     | + 51 min 48 s                |
| 10e                          | Brent Van Moer               | Belgique                     | Lotto Dstny                  | + 51 min 48 s                |

| Classement par équipes | Classement par équipes   | Classement par équipes | Classement par équipes |
| Équipe                 | Équipe                   | Pays                   | Temps                  |
| ---------------------- | ------------------------ | ---------------------- | ---------------------- |
| 1re                    | Team Jayco AlUla         | Australie              | 71 h 18 min 58 s       |
| 2e                     | Bahrain Victorious       | Bahreïn                | + 10 min 12 s          |
| 3e                     | Groupama-FDJ             | France                 | + 16 min 43 s          |
| 4e                     | AG2R Citroën Team        | France                 | + 20 min 19 s          |
| 5e                     | Jumbo-Visma              | Pays-Bas               | + 32 min 09 s          |
| 6e                     | Ineos Grenadiers         | Royaume-Uni            | + 34 min 02 s          |
| 7e                     | Movistar Team            | Espagne                | + 40 min 51 s          |
| 8e                     | Intermarché-Circus-Wanty | Belgique               | + 48 min 01 s          |
| 9e                     | Astana Qazaqstan Team    | Kazakhstan             | + 49 min 33 s          |
| 10e                    | Team DSM                 | Pays-Bas               | + 51 min 16 s          |

| Classement par équipes | Classement par équipes   | Classement par équipes | Classement par équipes |
| Équipe                 | Équipe                   | Pays                   | Temps                  |
| ---------------------- | ------------------------ | ---------------------- | ---------------------- |
| 1re                    | Team Jayco AlUla         | Australie              | 71 h 18 min 58 s       |
| 2e                     | Bahrain Victorious       | Bahreïn                | + 10 min 12 s          |
| 3e                     | Groupama-FDJ             | France                 | + 16 min 43 s          |
| 4e                     | AG2R Citroën Team        | France                 | + 20 min 19 s          |
| 5e                     | Jumbo-Visma              | Pays-Bas               | + 32 min 09 s          |
| 6e                     | Ineos Grenadiers         | Royaume-Uni            | + 34 min 02 s          |
| 7e                     | Movistar Team            | Espagne                | + 40 min 51 s          |
| 8e                     | Intermarché-Circus-Wanty | Belgique               | + 48 min 01 s          |
| 9e                     | Astana Qazaqstan Team    | Kazakhstan             | + 49 min 33 s          |
| 10e                    | Team DSM                 | Pays-Bas               | + 51 min 16 s          |

|                    |
| Classement général |

|                       |
| Classement par points |

|                           |
| Classement de la montagne |

|                       |
| Classement des jeunes |

|                        |
| Classement par équipes |

## Classement UCI
La course attribue des points au Classement mondial UCI 2023 selon le barème suivant :
| Position           | 1er | 2e  | 3e  | 4e  | 5e  | 6e  | 7e  | 8e  | 9e  | 10e | 11e | 12e | 13e | 14e | 15e | 16e à 20e | 21e à 30e | 31e à 50e | 51e à 55e | 56e à 60e |
| Classement général | 500 | 400 | 325 | 275 | 225 | 175 | 150 | 125 | 100 | 80  | 70  | 60  | 50  | 40  | 35  | 30        | 20        | 10        | 5         | 3         |
| Par étapes         | 60  | 25  | 10  |     |     |     |     |     |     |     |     |     |     |     |     |           |           |           |           |           |
| Leader             | 10  |     |     |     |     |     |     |     |     |     |     |     |     |     |     |           |           |           |           |           |

## Évolution des classements
| Étape              | Vainqueur          | Classement général  | Classement par points | Classement de la montagne | Classement du meilleur jeune | Classement par équipes | Prix de la Combativité |
| ------------------ | ------------------ | ------------------- | --------------------- | ------------------------- | ---------------------------- | ---------------------- | ---------------------- |
| 1                  | Tim Merlier        | Tim Merlier         | Tim Merlier           | Neilson Powless           | Tadej Pogačar                | Trek-Segafredo         | Paul Ourselin          |
| 2                  | Mads Pedersen      | Mads Pedersen       | Mads Pedersen         | Jonas Gregaard            | Tadej Pogačar                | EF Education-EasyPost  | Jonas Gregaard         |
| 3                  | Jumbo-Visma        | Magnus Cort Nielsen | Mads Pedersen         | Jonas Gregaard            | Kelland O'Brien              | Jumbo-Visma            | non attribué           |
| 4                  | Tadej Pogačar      | Tadej Pogačar       | Tadej Pogačar         | Jonas Gregaard            | Tadej Pogačar                | Jayco AlUla            | Lilian Calmejane       |
| 5                  | Olav Kooij         | Tadej Pogačar       | Mads Pedersen         | Jonas Gregaard            | Tadej Pogačar                | Jayco AlUla            | Sandy Dujardin         |
| 6                  | annulée            | Tadej Pogačar       | Mads Pedersen         | Jonas Gregaard            | Tadej Pogačar                | Jayco AlUla            | annulée                |
| 7                  | Tadej Pogačar      | Tadej Pogačar       | Tadej Pogačar         | Jonas Gregaard            | Tadej Pogačar                | Jayco AlUla            | Kobe Goossens          |
| 8                  | Tadej Pogačar      | Tadej Pogačar       | Tadej Pogačar         | Jonas Gregaard            | Tadej Pogačar                | Jayco AlUla            | Wout Poels             |
| Classements finals | Classements finals | Tadej Pogačar       | Tadej Pogačar         | Jonas Gregaard            | Tadej Pogačar                | Jayco AlUla            | non attribué           |

## Liste des participants
- Liste de départ complète

| Légende                             | Légende                                                                                         | Légende                         | Légende                                                                                                  |
| ----------------------------------- | ----------------------------------------------------------------------------------------------- | ------------------------------- | --- |
| Num                                 | Dossard de départ porté par le coureur sur ce Paris-Nice                                        | Pos                             | Position finale au classement général                                                                    |
| Leader du classement général        | Indique le vainqueur du classement général                                                      | Leader du classement par points | Indique le vainqueur du classement par points                                                            |
| Leader du classement de la montagne | Indique le vainqueur du classement de la montagne                                               |                                 | Indique un maillot de champion national ou mondial, suivi de sa spécialité                               |
| #                                   | Indique la meilleure équipe                                                                     | NP                              | Indique un coureur qui n'a pas pris le départ d'une étape, suivi du numéro de l'étape où il s'est retiré |
| AB                                  | Indique un coureur qui n'a pas terminé une étape, suivi du numéro de l'étape où il s'est retiré | HD                              | Indique un coureur qui a terminé une étape hors des délais, suivi du numéro de l'étape                   |
| DSQ                                 | Indique un coureur qui a été disqualifié de la course, suivi du numéro de l'étape               |                                 | |

| Jumbo-Visma TJV                                 | Jumbo-Visma TJV            | Jumbo-Visma TJV |
| ----------------------------------------------- | -------------------------- | --------------- |
| Num                                             | Coureur                    | Pos             |
| 1                                               | Jonas Vingegaard (DEN)     | 3e              |
| 2                                               | Edoardo Affini (ITA)       | 94e             |
| 3                                               | Rohan Dennis (AUS)         | 85e             |
| 4                                               | Tobias Foss (NOR) (chrono) | 23e             |
| 5                                               | Olav Kooij (NED)           | 105e            |
| 6                                               | Jan Tratnik (SLO) (chrono) | 40e             |
| 7                                               | Nathan Van Hooydonck (BEL) | 52e             |
| Directeur sportif : Marc Reef, Grischa Niermann |                            |                 |

| Team Jayco AlUla JAY                                  | Team Jayco AlUla JAY   | Team Jayco AlUla JAY |
| ----------------------------------------------------- | ---------------------- | -------------------- |
| Num                                                   | Coureur                | Pos                  |
| 11                                                    | Simon Yates (GBR)      | 4e                   |
| 12                                                    | Luke Durbridge (AUS)   | 80e                  |
| 13                                                    | Lucas Hamilton (AUS)   | 22e                  |
| 14                                                    | Chris Harper (AUS)     | 20e                  |
| 15                                                    | Michael Matthews (AUS) | AB-7                 |
| 16                                                    | Kelland O'Brien (AUS)  | 70e                  |
| 17                                                    | Matteo Sobrero (ITA)   | 29e                  |
| Directeur sportif : David McPartland, Tristan Hoffman |                        |                      |

| Ineos Grenadiers IGD                              | Ineos Grenadiers IGD   | Ineos Grenadiers IGD |
| ------------------------------------------------- | ---------------------- | -------------------- |
| Num                                               | Coureur                | Pos                  |
| 21                                                | Daniel Martínez (COL)  | 25e                  |
| 22                                                | Omar Fraile (ESP)      | AB-8                 |
| 23                                                | Jhonatan Narváez (ECU) | 43e                  |
| 24                                                | Pavel Sivakov (FRA)    | 9e                   |
| 25                                                | Connor Swift (GBR)     | 92e                  |
| 26                                                | Ben Swift (GBR)        | 59e                  |
| 27                                                | Joshua Tarling (GBR)   | AB-7                 |
| Directeur sportif : Steve Cummings, Xabier Zandio |                        |                      |

| UAE Team Emirates UAD                                  | UAE Team Emirates UAD                       | UAE Team Emirates UAD |
| ------------------------------------------------------ | ------------------------------------------- | --------------------- |
| Num                                                    | Coureur                                     | Pos                   |
| 31                                                     | Tadej Pogačar (SLO)                         | 1er                   |
| 32                                                     | Rui Oliveira (POR)                          | 93e                   |
| 33                                                     | Mikkel Norsgaard Bjerg (DEN)                | 68e                   |
| 34                                                     | Felix Großschartner (AUT) (route et chrono) | 54e                   |
| 35                                                     | Domen Novak (SLO)                           | 77e                   |
| 36                                                     | Matteo Trentin (ITA)                        | 95e                   |
| 37                                                     | Tim Wellens (BEL)                           | 79e                   |
| Directeur sportif : Andrej Hauptman, Simone Pedrazzini |                                             |                       |

| Bora-Hansgrohe BOH                         | Bora-Hansgrohe BOH          | Bora-Hansgrohe BOH |
| ------------------------------------------ | --------------------------- | ------------------ |
| Num                                        | Coureur                     | Pos                |
| 41                                         | Maximilian Schachmann (GER) | NP-7               |
| 42                                         | Sam Bennett (IRL)           | NP-7               |
| 43                                         | Marco Haller (AUT)          | 71e                |
| 44                                         | Bob Jungels (LUX) (chrono)  | 19e                |
| 45                                         | Ryan Mullen (IRL)           | 112e               |
| 46                                         | Nils Politt (GER) (route)   | 45e                |
| 47                                         | Danny van Poppel (NED)      | AB-8               |
| Directeur sportif : Rolf Aldag, Jens Zemke |                             |                    |

| Team DSM DSM                                 | Team DSM DSM          | Team DSM DSM |
| -------------------------------------------- | --------------------- | ------------ |
| Num                                          | Coureur               | Pos          |
| 51                                           | Romain Bardet (FRA)   | 7e           |
| 52                                           | Pavel Bittner (CZE)   | 101e         |
| 53                                           | John Degenkolb (GER)  | 84e          |
| 54                                           | Matthew Dinham (AUS)  | 57e          |
| 55                                           | Nils Eekhoff (NED)    | 116e         |
| 56                                           | Chris Hamilton (AUS)  | 34e          |
| 57                                           | Kevin Vermaerke (USA) | 47e          |
| Directeur sportif : Phil West, Joey van Rhee |                       |              |

| Groupama-FDJ GFC                                     | Groupama-FDJ GFC          | Groupama-FDJ GFC |
| ---------------------------------------------------- | ------------------------- | ---------------- |
| Num                                                  | Coureur                   | Pos              |
| 61                                                   | David Gaudu (FRA)         | 2e               |
| 62                                                   | Arnaud Démare (FRA)       | AB-8             |
| 63                                                   | Kevin Geniets (LUX)       | 26e              |
| 64                                                   | Ignatas Konovalovas (LTU) | AB-8             |
| 65                                                   | Stefan Küng (SUI)         | 32e              |
| 66                                                   | Rudy Molard (FRA)         | 17e              |
| 67                                                   | Miles Scotson (AUS)       | AB-8             |
| Directeur sportif : Sébastien Joly, Philippe Mauduit |                           |                  |

| Bahrain Victorious TBV                                 | Bahrain Victorious TBV | Bahrain Victorious TBV |
| ------------------------------------------------------ | ---------------------- | ---------------------- |
| Num                                                    | Coureur                | Pos                    |
| 71                                                     | Jack Haig (AUS)        | 10e                    |
| 72                                                     | Kamil Gradek (POL)     | 110e                   |
| 73                                                     | Filip Maciejuk (POL)   | 115e                   |
| 74                                                     | Gino Mäder (SUI)       | 5e                     |
| 75                                                     | Jonathan Milan (ITA)   | AB-4                   |
| 76                                                     | Wout Poels (NED)       | 27e                    |
| 77                                                     | Fred Wright (GBR)      | 67e                    |
| Directeur sportif : Xavier Florencio, Enrico Poitschke |                        |                        |

| Cofidis COF                                          | Cofidis COF           | Cofidis COF |
| ---------------------------------------------------- | --------------------- | ----------- |
| Num                                                  | Coureur               | Pos         |
| 81                                                   | Ion Izagirre (ESP)    | 21e         |
| 82                                                   | Bryan Coquard (FRA)   | 90e         |
| 83                                                   | Rubén Fernández (ESP) | AB-7        |
| 84                                                   | Simon Geschke (GER)   | 49e         |
| 85                                                   | Alexis Renard (FRA)   | 97e         |
| 86                                                   | Benjamin Thomas (FRA) | AB-4        |
| 87                                                   | Max Walscheid (GER)   | NP-5        |
| Directeur sportif : Bingen Fernández, Alain Deloeuil |                       |             |

| AG2R Citroën Team ACT                               | AG2R Citroën Team ACT        | AG2R Citroën Team ACT |
| --------------------------------------------------- | ---------------------------- | --------------------- |
| Num                                                 | Coureur                      | Pos                   |
| 91                                                  | Aurélien Paret-Peintre (FRA) | 11e                   |
| 92                                                  | Clément Berthet (FRA)        | 15e                   |
| 93                                                  | Mikaël Cherel (FRA)          | 66e                   |
| 94                                                  | Stan Dewulf (BEL)            | 51e                   |
| 95                                                  | Dorian Godon (FRA)           | 38e                   |
| 96                                                  | Oliver Naesen (BEL)          | 41e                   |
| 97                                                  | Lawrence Warbasse (USA)      | 36e                   |
| Directeur sportif : Stéphane Goubert, Julien Jurdie |                              |                       |

| EF Education-EasyPost EFE                           | EF Education-EasyPost EFE | EF Education-EasyPost EFE |
| --------------------------------------------------- | ------------------------- | ------------------------- |
| Num                                                 | Coureur                   | Pos                       |
| 101                                                 | Neilson Powless (USA)     | 6e                        |
| 102                                                 | Stefan Bissegger (SUI)    | 72e                       |
| 103                                                 | Owain Doull (GBR)         | 63e                       |
| 104                                                 | Magnus Cort Nielsen (DEN) | 61e                       |
| 105                                                 | Andrea Piccolo (ITA)      | NP-5                      |
| 106                                                 | Thomas Scully (NZL)       | 102e                      |
| 107                                                 | Marijn van den Berg (NED) | NP-5                      |
| Directeur sportif : Andreas Klier, Charles Wegelius |                           |                           |

| Arkéa-Samsic ARK                            | Arkéa-Samsic ARK          | Arkéa-Samsic ARK |
| ------------------------------------------- | ------------------------- | ---------------- |
| Num                                         | Coureur                   | Pos              |
| 111                                         | Kévin Vauquelin (FRA)     | 18e              |
| 112                                         | Clément Champoussin (FRA) | 48e              |
| 113                                         | David Dekker (NED)        | AB-8             |
| 114                                         | Thibault Guernalec (FRA)  | 117e             |
| 115                                         | Matîs Louvel (FRA)        | 56e              |
| 116                                         | Daniel McLay (GBR)        | AB-7             |
| 117                                         | Michel Ries (LUX)         | 37e              |
| Directeur sportif : Yvon Caër, Roger Tréhin |                           |                  |

| Movistar Team MOV                               | Movistar Team MOV         | Movistar Team MOV |
| ----------------------------------------------- | ------------------------- | ----------------- |
| Num                                             | Coureur                   | Pos               |
| 121                                             | Matteo Jorgenson (USA)    | 8e                |
| 122                                             | Imanol Erviti (ESP)       | 81e               |
| 123                                             | Iván García Cortina (ESP) | 64e               |
| 124                                             | Gorka Izagirre (ESP)      | 33e               |
| 125                                             | Mathias Norsgaard (DEN)   | 88e               |
| 126                                             | Max Kanter (GER)          | 106e              |
| 127                                             | Gregor Mühlberger (AUT)   | 31e               |
| Directeur sportif : Yvon Ledanois, Iván Velasco |                           |                   |

| Trek-Segafredo TFS                               | Trek-Segafredo TFS      | Trek-Segafredo TFS |
| ------------------------------------------------ | ----------------------- | ------------------ |
| Num                                              | Coureur                 | Pos                |
| 131                                              | Mattias Skjelmose (DEN) | AB-7               |
| 132                                              | Julien Bernard (FRA)    | 39e                |
| 133                                              | Daan Hoole (NED)        | AB-7               |
| 134                                              | Alex Kirsch (LUX)       | AB-7               |
| 135                                              | Jacopo Mosca (ITA)      | 109e               |
| 136                                              | Mads Pedersen (DEN)     | AB-7               |
| 137                                              | Otto Vergaerde (BEL)    | AB-8               |
| Directeur sportif : Steven de Jong, Grégory Rast |                         |                    |

| Soudal Quick-Step SOQ                          | Soudal Quick-Step SOQ          | Soudal Quick-Step SOQ |
| ---------------------------------------------- | ------------------------------ | --------------------- |
| Num                                            | Coureur                        | Pos                   |
| 141                                            | Tim Merlier (BEL) (route)      | NP-8                  |
| 142                                            | Kasper Asgreen (DEN)           | AB-7                  |
| 143                                            | Rémi Cavagna (FRA)             | 35e                   |
| 144                                            | Tim Declercq (BEL)             | 73e                   |
| 145                                            | Yves Lampaert (BEL)            | 50e                   |
| 146                                            | Mauro Schmid (SUI)             | NP-3                  |
| 147                                            | Florian Sénéchal (FRA) (route) | 83e                   |
| Directeur sportif : Klaas Lodewyck, Tom Steels |                                |                       |

| Lotto Dstny LTD                                    | Lotto Dstny LTD                | Lotto Dstny LTD |
| -------------------------------------------------- | ------------------------------ | --------------- |
| Num                                                | Coureur                        | Pos             |
| 151                                                | Arnaud De Lie (BEL)            | NP-7            |
| 152                                                | Cédric Beullens (BEL)          | 82e             |
| 153                                                | Thomas De Gendt (BEL)          | AB-7            |
| 154                                                | Pascal Eenkhoorn (NED) (route) | 28e             |
| 155                                                | Jacopo Guarnieri (ITA)         | 98e             |
| 156                                                | Harry Sweeny (AUS)             | 62e             |
| 157                                                | Brent Van Moer (BEL)           | 58e             |
| Directeur sportif : Maxime Monfort, Cherie Pridham |                                |                 |

| TotalEnergies TEN                                       | TotalEnergies TEN          | TotalEnergies TEN |
| ------------------------------------------------------- | -------------------------- | ----------------- |
| Num                                                     | Coureur                    | Pos               |
| 161                                                     | Pierre Latour (FRA)        | 14e               |
| 162                                                     | Edvald Boasson Hagen (NOR) | 42e               |
| 163                                                     | Jérémy Cabot (FRA)         | 89e               |
| 164                                                     | Sandy Dujardin (FRA)       | 75e               |
| 165                                                     | Alan Jousseaume (FRA)      | 78e               |
| 166                                                     | Paul Ourselin (FRA)        | 69e               |
| 167                                                     | Anthony Turgis (FRA)       | 113e              |
| Directeur sportif : Dominique Arnould, Benoît Génauzeau |                            |                   |

| Alpecin-Deceuninck ADC                                 | Alpecin-Deceuninck ADC     | Alpecin-Deceuninck ADC |
| ------------------------------------------------------ | -------------------------- | ---------------------- |
| Num                                                    | Coureur                    | Pos                    |
| 171                                                    | Søren Kragh Andersen (DEN) | 44e                    |
| 172                                                    | Maurice Ballerstedt (GER)  | AB-7                   |
| 173                                                    | Kaden Groves (AUS)         | 91e                    |
| 174                                                    | Senne Leysen (BEL)         | 111e                   |
| 175                                                    | Jason Osborne (GER)        | NP-8                   |
| 176                                                    | Edward Planckaert (BEL)    | 99e                    |
| 177                                                    | Lionel Taminiaux (BEL)     | 107e                   |
| Directeur sportif : Frederik Willems, Preben Van Hecke |                            |                        |

| Intermarché-Circus-Wanty ICW                       | Intermarché-Circus-Wanty ICW | Intermarché-Circus-Wanty ICW |
| -------------------------------------------------- | ---------------------------- | ---------------------------- |
| Num                                                | Coureur                      | Pos                          |
| 181                                                | Lilian Calmejane (FRA)       | 16e                          |
| 182                                                | Aimé De Gendt (BEL)          | 86e                          |
| 183                                                | Kobe Goossens (BEL)          | 13e                          |
| 184                                                | Arne Marit (BEL)             | 96e                          |
| 185                                                | Hugo Page (FRA)              | 103e                         |
| 186                                                | Baptiste Planckaert (BEL)    | 87e                          |
| 187                                                | Taco van der Hoorn (NED)     | 104e                         |
| Directeur sportif : Lorenzo Lapage, Steven De Neef |                              |                              |

| Astana Qazaqstan Team AST                             | Astana Qazaqstan Team AST | Astana Qazaqstan Team AST |
| ----------------------------------------------------- | ------------------------- | ------------------------- |
| Num                                                   | Coureur                   | Pos                       |
| 191                                                   | Luis León Sánchez (ESP)   | 24e                       |
| 192                                                   | Cees Bol (NED)            | AB-8                      |
| 193                                                   | David de la Cruz (ESP)    | 12e                       |
| 194                                                   | Dmitriy Gruzdev (KAZ)     | 114e                      |
| 195                                                   | Davide Martinelli (ITA)   | AB-7                      |
| 196                                                   | Vadim Pronskiy (KAZ)      | 100e                      |
| 197                                                   | Javier Romo (ESP)         | 60e                       |
| Directeur sportif : Dmitriy Fofonov, Bruno Cenghialta |                           |                           |

| Israel-Premier Tech IPT                         | Israel-Premier Tech IPT | Israel-Premier Tech IPT |
| ----------------------------------------------- | ----------------------- | ----------------------- |
| Num                                             | Coureur                 | Pos                     |
| 201                                             | Hugo Houle (CAN)        | 30e                     |
| 202                                             | Sebastian Berwick (AUS) | AB-7                    |
| 203                                             | Taj Jones (AUS)         | NP-7                    |
| 204                                             | Guy Sagiv (ISR)         | NP-7                    |
| 205                                             | Nick Schultz (AUS)      | 53e                     |
| 206                                             | Tom Van Asbroeck (BEL)  | NP-7                    |
| 207                                             | Stephen Williams (GBR)  | AB-7                    |
| Directeur sportif : Óscar Guerrero, Rene Mandri |                         |                         |

| Uno-X Pro Cycling Team UXT                               | Uno-X Pro Cycling Team UXT  | Uno-X Pro Cycling Team UXT |
| -------------------------------------------------------- | --------------------------- | -------------------------- |
| Num                                                      | Coureur                     | Pos                        |
| 211                                                      | Alexander Kristoff (NOR)    | 108e                       |
| 212                                                      | Anthon Charmig (DEN)        | 46e                        |
| 213                                                      | Erik Nordsæter Resell (NOR) | 74e                        |
| 214                                                      | Anders Skaarseth (NOR)      | 65e                        |
| 215                                                      | Rasmus Tiller (NOR) (route) | 55e                        |
| 216                                                      | Søren Wærenskjold (NOR)     | AB-7                       |
| 217                                                      | Jonas Gregaard Wilsly (DEN) | 76e                        |
| Directeur sportif : Stig Kristiansen, Christian Andersen |                             |                            |

| Jumbo-Visma TJV                                 | Jumbo-Visma TJV            | Jumbo-Visma TJV |
| ----------------------------------------------- | -------------------------- | --------------- |
| Num                                             | Coureur                    | Pos             |
| 1                                               | Jonas Vingegaard (DEN)     | 3e              |
| 2                                               | Edoardo Affini (ITA)       | 94e             |
| 3                                               | Rohan Dennis (AUS)         | 85e             |
| 4                                               | Tobias Foss (NOR) (chrono) | 23e             |
| 5                                               | Olav Kooij (NED)           | 105e            |
| 6                                               | Jan Tratnik (SLO) (chrono) | 40e             |
| 7                                               | Nathan Van Hooydonck (BEL) | 52e             |
| Directeur sportif : Marc Reef, Grischa Niermann |                            |                 |

| Team Jayco AlUla JAY                                  | Team Jayco AlUla JAY   | Team Jayco AlUla JAY |
| ----------------------------------------------------- | ---------------------- | -------------------- |
| Num                                                   | Coureur                | Pos                  |
| 11                                                    | Simon Yates (GBR)      | 4e                   |
| 12                                                    | Luke Durbridge (AUS)   | 80e                  |
| 13                                                    | Lucas Hamilton (AUS)   | 22e                  |
| 14                                                    | Chris Harper (AUS)     | 20e                  |
| 15                                                    | Michael Matthews (AUS) | AB-7                 |
| 16                                                    | Kelland O'Brien (AUS)  | 70e                  |
| 17                                                    | Matteo Sobrero (ITA)   | 29e                  |
| Directeur sportif : David McPartland, Tristan Hoffman |                        |                      |

| Ineos Grenadiers IGD                              | Ineos Grenadiers IGD   | Ineos Grenadiers IGD |
| ------------------------------------------------- | ---------------------- | -------------------- |
| Num                                               | Coureur                | Pos                  |
| 21                                                | Daniel Martínez (COL)  | 25e                  |
| 22                                                | Omar Fraile (ESP)      | AB-8                 |
| 23                                                | Jhonatan Narváez (ECU) | 43e                  |
| 24                                                | Pavel Sivakov (FRA)    | 9e                   |
| 25                                                | Connor Swift (GBR)     | 92e                  |
| 26                                                | Ben Swift (GBR)        | 59e                  |
| 27                                                | Joshua Tarling (GBR)   | AB-7                 |
| Directeur sportif : Steve Cummings, Xabier Zandio |                        |                      |

| UAE Team Emirates UAD                                  | UAE Team Emirates UAD                       | UAE Team Emirates UAD |
| ------------------------------------------------------ | ------------------------------------------- | --------------------- |
| Num                                                    | Coureur                                     | Pos                   |
| 31                                                     | Tadej Pogačar (SLO)                         | 1er                   |
| 32                                                     | Rui Oliveira (POR)                          | 93e                   |
| 33                                                     | Mikkel Norsgaard Bjerg (DEN)                | 68e                   |
| 34                                                     | Felix Großschartner (AUT) (route et chrono) | 54e                   |
| 35                                                     | Domen Novak (SLO)                           | 77e                   |
| 36                                                     | Matteo Trentin (ITA)                        | 95e                   |
| 37                                                     | Tim Wellens (BEL)                           | 79e                   |
| Directeur sportif : Andrej Hauptman, Simone Pedrazzini |                                             |                       |

| Bora-Hansgrohe BOH                         | Bora-Hansgrohe BOH          | Bora-Hansgrohe BOH |
| ------------------------------------------ | --------------------------- | ------------------ |
| Num                                        | Coureur                     | Pos                |
| 41                                         | Maximilian Schachmann (GER) | NP-7               |
| 42                                         | Sam Bennett (IRL)           | NP-7               |
| 43                                         | Marco Haller (AUT)          | 71e                |
| 44                                         | Bob Jungels (LUX) (chrono)  | 19e                |
| 45                                         | Ryan Mullen (IRL)           | 112e               |
| 46                                         | Nils Politt (GER) (route)   | 45e                |
| 47                                         | Danny van Poppel (NED)      | AB-8               |
| Directeur sportif : Rolf Aldag, Jens Zemke |                             |                    |

| Team DSM DSM                                 | Team DSM DSM          | Team DSM DSM |
| -------------------------------------------- | --------------------- | ------------ |
| Num                                          | Coureur               | Pos          |
| 51                                           | Romain Bardet (FRA)   | 7e           |
| 52                                           | Pavel Bittner (CZE)   | 101e         |
| 53                                           | John Degenkolb (GER)  | 84e          |
| 54                                           | Matthew Dinham (AUS)  | 57e          |
| 55                                           | Nils Eekhoff (NED)    | 116e         |
| 56                                           | Chris Hamilton (AUS)  | 34e          |
| 57                                           | Kevin Vermaerke (USA) | 47e          |
| Directeur sportif : Phil West, Joey van Rhee |                       |              |

| Groupama-FDJ GFC                                     | Groupama-FDJ GFC          | Groupama-FDJ GFC |
| ---------------------------------------------------- | ------------------------- | ---------------- |
| Num                                                  | Coureur                   | Pos              |
| 61                                                   | David Gaudu (FRA)         | 2e               |
| 62                                                   | Arnaud Démare (FRA)       | AB-8             |
| 63                                                   | Kevin Geniets (LUX)       | 26e              |
| 64                                                   | Ignatas Konovalovas (LTU) | AB-8             |
| 65                                                   | Stefan Küng (SUI)         | 32e              |
| 66                                                   | Rudy Molard (FRA)         | 17e              |
| 67                                                   | Miles Scotson (AUS)       | AB-8             |
| Directeur sportif : Sébastien Joly, Philippe Mauduit |                           |                  |

| Bahrain Victorious TBV                                 | Bahrain Victorious TBV | Bahrain Victorious TBV |
| ------------------------------------------------------ | ---------------------- | ---------------------- |
| Num                                                    | Coureur                | Pos                    |
| 71                                                     | Jack Haig (AUS)        | 10e                    |
| 72                                                     | Kamil Gradek (POL)     | 110e                   |
| 73                                                     | Filip Maciejuk (POL)   | 115e                   |
| 74                                                     | Gino Mäder (SUI)       | 5e                     |
| 75                                                     | Jonathan Milan (ITA)   | AB-4                   |
| 76                                                     | Wout Poels (NED)       | 27e                    |
| 77                                                     | Fred Wright (GBR)      | 67e                    |
| Directeur sportif : Xavier Florencio, Enrico Poitschke |                        |                        |

| Cofidis COF                                          | Cofidis COF           | Cofidis COF |
| ---------------------------------------------------- | --------------------- | ----------- |
| Num                                                  | Coureur               | Pos         |
| 81                                                   | Ion Izagirre (ESP)    | 21e         |
| 82                                                   | Bryan Coquard (FRA)   | 90e         |
| 83                                                   | Rubén Fernández (ESP) | AB-7        |
| 84                                                   | Simon Geschke (GER)   | 49e         |
| 85                                                   | Alexis Renard (FRA)   | 97e         |
| 86                                                   | Benjamin Thomas (FRA) | AB-4        |
| 87                                                   | Max Walscheid (GER)   | NP-5        |
| Directeur sportif : Bingen Fernández, Alain Deloeuil |                       |             |

| AG2R Citroën Team ACT                               | AG2R Citroën Team ACT        | AG2R Citroën Team ACT |
| --------------------------------------------------- | ---------------------------- | --------------------- |
| Num                                                 | Coureur                      | Pos                   |
| 91                                                  | Aurélien Paret-Peintre (FRA) | 11e                   |
| 92                                                  | Clément Berthet (FRA)        | 15e                   |
| 93                                                  | Mikaël Cherel (FRA)          | 66e                   |
| 94                                                  | Stan Dewulf (BEL)            | 51e                   |
| 95                                                  | Dorian Godon (FRA)           | 38e                   |
| 96                                                  | Oliver Naesen (BEL)          | 41e                   |
| 97                                                  | Lawrence Warbasse (USA)      | 36e                   |
| Directeur sportif : Stéphane Goubert, Julien Jurdie |                              |                       |

| EF Education-EasyPost EFE                           | EF Education-EasyPost EFE | EF Education-EasyPost EFE |
| --------------------------------------------------- | ------------------------- | ------------------------- |
| Num                                                 | Coureur                   | Pos                       |
| 101                                                 | Neilson Powless (USA)     | 6e                        |
| 102                                                 | Stefan Bissegger (SUI)    | 72e                       |
| 103                                                 | Owain Doull (GBR)         | 63e                       |
| 104                                                 | Magnus Cort Nielsen (DEN) | 61e                       |
| 105                                                 | Andrea Piccolo (ITA)      | NP-5                      |
| 106                                                 | Thomas Scully (NZL)       | 102e                      |
| 107                                                 | Marijn van den Berg (NED) | NP-5                      |
| Directeur sportif : Andreas Klier, Charles Wegelius |                           |                           |

| Arkéa-Samsic ARK                            | Arkéa-Samsic ARK          | Arkéa-Samsic ARK |
| ------------------------------------------- | ------------------------- | ---------------- |
| Num                                         | Coureur                   | Pos              |
| 111                                         | Kévin Vauquelin (FRA)     | 18e              |
| 112                                         | Clément Champoussin (FRA) | 48e              |
| 113                                         | David Dekker (NED)        | AB-8             |
| 114                                         | Thibault Guernalec (FRA)  | 117e             |
| 115                                         | Matîs Louvel (FRA)        | 56e              |
| 116                                         | Daniel McLay (GBR)        | AB-7             |
| 117                                         | Michel Ries (LUX)         | 37e              |
| Directeur sportif : Yvon Caër, Roger Tréhin |                           |                  |

| Movistar Team MOV                               | Movistar Team MOV         | Movistar Team MOV |
| ----------------------------------------------- | ------------------------- | ----------------- |
| Num                                             | Coureur                   | Pos               |
| 121                                             | Matteo Jorgenson (USA)    | 8e                |
| 122                                             | Imanol Erviti (ESP)       | 81e               |
| 123                                             | Iván García Cortina (ESP) | 64e               |
| 124                                             | Gorka Izagirre (ESP)      | 33e               |
| 125                                             | Mathias Norsgaard (DEN)   | 88e               |
| 126                                             | Max Kanter (GER)          | 106e              |
| 127                                             | Gregor Mühlberger (AUT)   | 31e               |
| Directeur sportif : Yvon Ledanois, Iván Velasco |                           |                   |

| Trek-Segafredo TFS                               | Trek-Segafredo TFS      | Trek-Segafredo TFS |
| ------------------------------------------------ | ----------------------- | ------------------ |
| Num                                              | Coureur                 | Pos                |
| 131                                              | Mattias Skjelmose (DEN) | AB-7               |
| 132                                              | Julien Bernard (FRA)    | 39e                |
| 133                                              | Daan Hoole (NED)        | AB-7               |
| 134                                              | Alex Kirsch (LUX)       | AB-7               |
| 135                                              | Jacopo Mosca (ITA)      | 109e               |
| 136                                              | Mads Pedersen (DEN)     | AB-7               |
| 137                                              | Otto Vergaerde (BEL)    | AB-8               |
| Directeur sportif : Steven de Jong, Grégory Rast |                         |                    |

| Soudal Quick-Step SOQ                          | Soudal Quick-Step SOQ          | Soudal Quick-Step SOQ |
| ---------------------------------------------- | ------------------------------ | --------------------- |
| Num                                            | Coureur                        | Pos                   |
| 141                                            | Tim Merlier (BEL) (route)      | NP-8                  |
| 142                                            | Kasper Asgreen (DEN)           | AB-7                  |
| 143                                            | Rémi Cavagna (FRA)             | 35e                   |
| 144                                            | Tim Declercq (BEL)             | 73e                   |
| 145                                            | Yves Lampaert (BEL)            | 50e                   |
| 146                                            | Mauro Schmid (SUI)             | NP-3                  |
| 147                                            | Florian Sénéchal (FRA) (route) | 83e                   |
| Directeur sportif : Klaas Lodewyck, Tom Steels |                                |                       |

| Lotto Dstny LTD                                    | Lotto Dstny LTD                | Lotto Dstny LTD |
| -------------------------------------------------- | ------------------------------ | --------------- |
| Num                                                | Coureur                        | Pos             |
| 151                                                | Arnaud De Lie (BEL)            | NP-7            |
| 152                                                | Cédric Beullens (BEL)          | 82e             |
| 153                                                | Thomas De Gendt (BEL)          | AB-7            |
| 154                                                | Pascal Eenkhoorn (NED) (route) | 28e             |
| 155                                                | Jacopo Guarnieri (ITA)         | 98e             |
| 156                                                | Harry Sweeny (AUS)             | 62e             |
| 157                                                | Brent Van Moer (BEL)           | 58e             |
| Directeur sportif : Maxime Monfort, Cherie Pridham |                                |                 |

| TotalEnergies TEN                                       | TotalEnergies TEN          | TotalEnergies TEN |
| ------------------------------------------------------- | -------------------------- | ----------------- |
| Num                                                     | Coureur                    | Pos               |
| 161                                                     | Pierre Latour (FRA)        | 14e               |
| 162                                                     | Edvald Boasson Hagen (NOR) | 42e               |
| 163                                                     | Jérémy Cabot (FRA)         | 89e               |
| 164                                                     | Sandy Dujardin (FRA)       | 75e               |
| 165                                                     | Alan Jousseaume (FRA)      | 78e               |
| 166                                                     | Paul Ourselin (FRA)        | 69e               |
| 167                                                     | Anthony Turgis (FRA)       | 113e              |
| Directeur sportif : Dominique Arnould, Benoît Génauzeau |                            |                   |

| Alpecin-Deceuninck ADC                                 | Alpecin-Deceuninck ADC     | Alpecin-Deceuninck ADC |
| ------------------------------------------------------ | -------------------------- | ---------------------- |
| Num                                                    | Coureur                    | Pos                    |
| 171                                                    | Søren Kragh Andersen (DEN) | 44e                    |
| 172                                                    | Maurice Ballerstedt (GER)  | AB-7                   |
| 173                                                    | Kaden Groves (AUS)         | 91e                    |
| 174                                                    | Senne Leysen (BEL)         | 111e                   |
| 175                                                    | Jason Osborne (GER)        | NP-8                   |
| 176                                                    | Edward Planckaert (BEL)    | 99e                    |
| 177                                                    | Lionel Taminiaux (BEL)     | 107e                   |
| Directeur sportif : Frederik Willems, Preben Van Hecke |                            |                        |

| Intermarché-Circus-Wanty ICW                       | Intermarché-Circus-Wanty ICW | Intermarché-Circus-Wanty ICW |
| -------------------------------------------------- | ---------------------------- | ---------------------------- |
| Num                                                | Coureur                      | Pos                          |
| 181                                                | Lilian Calmejane (FRA)       | 16e                          |
| 182                                                | Aimé De Gendt (BEL)          | 86e                          |
| 183                                                | Kobe Goossens (BEL)          | 13e                          |
| 184                                                | Arne Marit (BEL)             | 96e                          |
| 185                                                | Hugo Page (FRA)              | 103e                         |
| 186                                                | Baptiste Planckaert (BEL)    | 87e                          |
| 187                                                | Taco van der Hoorn (NED)     | 104e                         |
| Directeur sportif : Lorenzo Lapage, Steven De Neef |                              |                              |

| Astana Qazaqstan Team AST                             | Astana Qazaqstan Team AST | Astana Qazaqstan Team AST |
| ----------------------------------------------------- | ------------------------- | ------------------------- |
| Num                                                   | Coureur                   | Pos                       |
| 191                                                   | Luis León Sánchez (ESP)   | 24e                       |
| 192                                                   | Cees Bol (NED)            | AB-8                      |
| 193                                                   | David de la Cruz (ESP)    | 12e                       |
| 194                                                   | Dmitriy Gruzdev (KAZ)     | 114e                      |
| 195                                                   | Davide Martinelli (ITA)   | AB-7                      |
| 196                                                   | Vadim Pronskiy (KAZ)      | 100e                      |
| 197                                                   | Javier Romo (ESP)         | 60e                       |
| Directeur sportif : Dmitriy Fofonov, Bruno Cenghialta |                           |                           |

| Israel-Premier Tech IPT                         | Israel-Premier Tech IPT | Israel-Premier Tech IPT |
| ----------------------------------------------- | ----------------------- | ----------------------- |
| Num                                             | Coureur                 | Pos                     |
| 201                                             | Hugo Houle (CAN)        | 30e                     |
| 202                                             | Sebastian Berwick (AUS) | AB-7                    |
| 203                                             | Taj Jones (AUS)         | NP-7                    |
| 204                                             | Guy Sagiv (ISR)         | NP-7                    |
| 205                                             | Nick Schultz (AUS)      | 53e                     |
| 206                                             | Tom Van Asbroeck (BEL)  | NP-7                    |
| 207                                             | Stephen Williams (GBR)  | AB-7                    |
| Directeur sportif : Óscar Guerrero, Rene Mandri |                         |                         |

| Uno-X Pro Cycling Team UXT                               | Uno-X Pro Cycling Team UXT  | Uno-X Pro Cycling Team UXT |
| -------------------------------------------------------- | --------------------------- | -------------------------- |
| Num                                                      | Coureur                     | Pos                        |
| 211                                                      | Alexander Kristoff (NOR)    | 108e                       |
| 212                                                      | Anthon Charmig (DEN)        | 46e                        |
| 213                                                      | Erik Nordsæter Resell (NOR) | 74e                        |
| 214                                                      | Anders Skaarseth (NOR)      | 65e                        |
| 215                                                      | Rasmus Tiller (NOR) (route) | 55e                        |
| 216                                                      | Søren Wærenskjold (NOR)     | AB-7                       |
| 217                                                      | Jonas Gregaard Wilsly (DEN) | 76e                        |
| Directeur sportif : Stig Kristiansen, Christian Andersen |                             |                            |